# Populus wenxianica
Populus wenxianica är en videväxtart som beskrevs av Z.C. Feng, Amp; J.L. Guo och Guang Hua Zhu. Populus wenxianica ingår i släktet popplar, och familjen videväxter. Inga underarter finns listade i Catalogue of Life.